# Vicente Zarazua
Vicente Zarazua, né le 27 août 1944 à Mexico, est un ancien joueur de tennis mexicain, deux fois médaillé en double aux Jeux olympiques.
Issu d'une famille de joueurs de tennis, il commence une carrière de joueur amateur au début des années 1960. Chez les juniors, il a été finaliste de l'Orange Bowl en 1959. Il a remporté le tournoi de Mexico en 1962 et 1963, de San Luis Potosí en 1966 et de Corpus Christi en 1969. Il a été également sacré champion du Mexique en 1967. Il est aussi le grand-oncle de la joueuse de tennis Renata Zarazúa.
En 1968, il a remporté les tournois de double des Jeux olympiques à Guadalajara et à Mexico avec Rafael Osuna.
Il a joué 23 matchs pour l'équipe du Mexique de Coupe Davis entre 1964 et 1975. Associé à Joaquín Loyo Mayo, il a battu la paire brésilienne Thomaz Koch-José Edison Mandarino lors de la finale Amérique en 1971 (8-6, 7-5, 6-2). En 1975, il a contribué à la victoire de son pays contre les États-Unis en remportant le double.

## Palmarès

### Titre en double messieurs
| No | Date       | Nom et lieu du tournoi       | Catégorie     | Surface      | Partenaire   | Finalistes                        | Score           |          |
| -- | ---------- | ---------------------------- | ------------- | ------------ | ------------ | --------------------------------- | --------------- | -------- |
| 1  | 28-10-1968 | Jeux olympiques d'été Mexico | J. olympiques | Terre (ext.) | Rafael Osuna | Pierre Darmon · Joaquín Loyo Mayo | 6-4, 3-6, 14-12 | Parcours |

### Finale en double mixte
| No | Date       | Nom et lieu du tournoi     | Catégorie | Surface      | Vainqueurs                            | Partenaire     | Score    |          |
| -- | ---------- | -------------------------- | --------- | ------------ | ------------------------------------- | -------------- | -------- | -------- |
| 1  | 03-05-1965 | Italian Championships Rome |           | Terre (ext.) | Carmen Coronado José Edison Mandarino | Elena Subirats | 6-1, 6-1 | Parcours |

## Parcours dans les tournois duGrand Chelem

### En simple
| Année | Open d'Australie | Open d'Australie | Internationaux de France | Internationaux de France | Wimbledon       | Wimbledon   | US Open         | US Open    |
| ----- | ---------------- | ---------------- | ------------------------ | ------------------------ | --------------- | ----------- | --------------- | ---------- |
| 1965  | —                | —                | 1er tour (1/64)          | I. Gulyás                | 1er tour (1/64) | C. Drysdale | 1er tour (1/64) | P. Barthes |

N.B. : à droite du résultat se trouve le nom de l'ultime adversaire.

## Parcours aux Jeux olympiques

### En simple messieurs
| # | Date       | Nom de l'olympiade                 | Surface      | Résultat      | Ultime adversaire  | Score         |          |
| - | ---------- | ---------------------------------- | ------------ | ------------- | ------------------ | ------------- | -------- |
| 1 | 14/10/1968 | Jeux olympiques d'été, Guadalajara | Terre (ext.) | 1/4 de finale | Manuel Santana     | 6-1, 6-0, 6-2 | Parcours |
| 2 | 28/10/1968 | Jeux olympiques d'été, Mexico      | Terre (ext.) | 1/4 de finale | Nicola Pietrangeli | 6-4, 6-0      | Parcours |

### En double messieurs
| # | Date       | Nom de l'olympiade                | Surface      | Résultat | Partenaire   | Ultimes adversaires             | Score           |          |
| - | ---------- | --------------------------------- | ------------ | -------- | ------------ | ------------------------------- | --------------- | -------- |
| 1 | 14/10/1968 | Jeux olympiques d'été Guadalajara | Terre (ext.) | Or       | Rafael Osuna | Juan Gisbert Manuel Santana     | 6-3, 6-3, 6-4   | Parcours |
| 2 | 28/10/1968 | Jeux olympiques d'été Mexico      | Terre (ext.) | Or       | Rafael Osuna | Pierre Darmon Joaquim Loyo Mayo | 6-4, 3-6, 14-12 | Parcours |

### En double mixte
| # | Date       | Nom de l'olympiade                | Surface      | Résultat      | Partenaire      | Ultimes adversaires             | Score    |          |
| - | ---------- | --------------------------------- | ------------ | ------------- | --------------- | ------------------------------- | -------- | -------- |
| 1 | 14/10/1968 | Jeux olympiques d'été Guadalajara | Terre (ext.) | 1/4 de finale | Lourdes Gongora | Herb Fitzgibbon Julie Heldman   | 6-3, 6-4 | Parcours |
| 2 | 28/10/1968 | Jeux olympiques d'été Mexico      | Terre (ext.) | 1er tour      | Lourdes Gongora | Vladimir Korotkov Zaiga Yanzone | forfait  | Parcours |